# Деркачі (Богодухівський район)
Деркачі — колишнє село в Україні, підпорядковувалося Шарівській селищній раді Богодухівського району Харківської області.
1987 року в селі проживало 10 людей. 1999 року приєднане до села Мар'їне.
Деркачі знаходилися на лівому боці балки Мандричина, якою протікає струмок, нижче за течією прилягає до села Мар'їне.